# 野口芳宏
野口 芳宏（のぐち よしひろ、1936年2月17日 - ）は、日本の教育者。国語や道徳の「授業名人」と称され、「模擬授業」の名付け親の一人としても著名。NHK「わくわく授業」出演。専門分野は、国語教育、道徳教育、家庭教育、幼児教育。植草学園大学発達教育学部名誉教授、日本教育技術学会名誉会長、日本言語技術教育学会理事、(公財)モラロジー研究所教育者講師等を歴任。幼年国語教育会名誉会員。

## 略歴
千葉県君津市生まれ。1958年千葉大学教育学部卒業。公立小学校教諭、千葉大学附属小学校教諭を経て、公立小学校教頭・校長を務める。退職後、北海道教育大学教授、植草学園大学発達教育学部教授、のち名誉教授。研究分野は国語教育、家庭教育、道徳教育、幼児教育。日本教育技術学会理事・名誉会長、日本言語技術教育学会理事・副会長、「鍛える国語教室研究会」「授業道場野口塾」「実感道徳研究会」各主宰。著書に『野口流　授業の作法』『野口流　教室で教える小学生の作法』（以上、学陽書房）『野口芳宏　第一著作集全２０巻』『同　第二著作集全１５巻』『子どもは授業で鍛える』『鍛える国語教室シリーズ』（以上、明治図書）『小学生までに身につける子どもの作法』（ＰＨＰ研究所）ほか多数。
　幼少期からの生い立ちは、『教師の覚悟　授業名人・野口芳宏小伝』に詳しい。国語教育に関する業績は、『「鍛える国語教室」研究会創立三〇周年記念　野口芳宏「国語学力」形成史』に詳しい。
- 1936年：千葉県君津市生まれ
- 1958年：千葉大学教育学部（国語科専攻）卒業
- 1963年：千葉大学教育学部附属小学校教諭
- 1983年：木更津市立西清小、波岡小各教頭
- 1992年：木更津市立請西小、岩根小各校長
- 1996年：北海道教育大学教授（国語教育）
- 2001年：北海道教育大学退官
- 2008年：植草学園大学発達教育学部教授
- 2013年：植草学園大学名誉教授・植草学園大学フェロー。植草学園短期大学非常勤講師
- 2024年：瑞宝双光章受章（令和5年度高齢者叙勲[11]）。公益財団法人モラロジー道徳教育財団参与

## 著作
- 「詩の鑑賞指導についての考察 : 「理解」と「鑑賞」との関連」全国大学国語教育学会『国語科教育』18巻，1971[12]
- 『くらしの中の思いこみ 自立する子に育てるアドバイス』米本書店, 1982.11
- 『フーちゃんがんばれ 子どもと楽しむ一日一話』うらべ書房, 1985.6 明治図書, 1991.6
- 『国語教室の活性化 小学校編』 (国語科授業の新展開) 明治図書, 1986.2
- 『授業で鍛える』 (教育新書) 明治図書, 1986.4
- 『学級づくりに生かす朝の会・帰りの会 低学年』明治図書, 1986.7
- 『続・授業で鍛える』 (教育新書) 明治図書, 1987.7
- 『海外旅行で鍛える』 (教育新書) 明治図書, 1988.11
- 『学級づくりで鍛える』 (教育新書) 明治図書, 1988.2
- 『国語科「ごんぎつね」 野口芳宏の授業』 (写真で授業を読む) 明治図書, 1988.3
- 『作文で鍛える』 (教育新書) 明治図書, 1988.4
- 『話し言葉で鍛える』 (教育新書) 明治図書, 1988.8
- 『言葉で子供がこんなに変わる』 (家庭教育新書) 明治図書, 1988.9
- 『国語教師』 (名人への道) 日本書籍, 1989.5
- 『授業の話術を鍛える』 (教育新書) 明治図書, 1989.7
- 『野口芳宏 著作集　鍛える国語教室　全20巻・別巻3巻(ビデオ1・テープ3)』明治図書，1990
- 『子育て・こだわると面白い』 (家庭教育新書) 明治図書, 1990.3
- 『教室音読で鍛える』 (教育新書）明治図書, 1991.6
- 『文集づくりで鍛える』 (鍛える国語教室シリーズ) 明治図書, 1994.4
- 『野口芳宏第二著作集「国語修業・人間修業」(全15巻・別巻1) 』明治図書，1997.1
- 「説明文における言語技術教育の試み」北海道教育大学『語学文学』36巻，1998[13]
- 『野口流・国語学力形成法』 (鍛える国語教室シリーズ) 明治図書, 1998.11
- 『硬派・教育力の復権と強化 学校機能復活への直言』 (オピニオン叢書) 明治図書, 1998.8
- 『野口流・硬派の学校づくり論』 (鍛える国語教室シリーズ) 明治図書, 1998.9
- 『教材の開発・技術の開発』 (鍛える国語教室シリーズ) 明治図書, 1998.9
- 『向上的変容を保障する説明文の読解指導法』 (鍛える国語教室シリーズ) 明治図書, 1998.9
- 『音声言語の学力形成技法』 (鍛える国語教室シリーズ) 明治図書, 2001.1
- 『読解・鑑賞学力の形成技法』 (鍛える国語教室シリーズ) 明治図書, 2001.1
- 「国語科の授業改善への私論 : 国語学力の形成のために」北海道教育大学『語学文学』39巻，2001[14]
- 『教育語録・硬派で鍛える』 (鍛える国語教室シリーズ) 伯ヶ部喜久男 編. 明治図書, 2004.12
- 『国語教師・新名人への道』 (鍛える国語教室シリーズ) 明治図書, 2004.2
- 『親子で楽しむ一日一話』 (家庭教育・道徳教育の復権) 明治図書, 2004.5
- 『子育てが楽しくなるこだわり方』 (家庭教育・道徳教育の復権) 明治図書, 2004.5
- 『自立をめざす子育て』 (家庭教育・道徳教育の復権) 明治図書, 2004.5
- 『言葉で子どもがこんなに変わる』 (家庭教育・道徳教育の復権) 明治図書, 2004.5
- 『作文力を伸ばす、鍛える』 (鍛える国語教室シリーズ) 明治図書, 2005.9
- 『子どもは授業で鍛える』 (鍛える国語教室シリーズ) 明治図書, 2005.9
- 『子どもの話す技術を鍛える』 (鍛える国語教室シリーズ) 明治図書, 2006.11
- 『小学生までに身につける 子どもの作法　［あいさつ］から［食事のしかた］まで』PHP研究所, 2006.2
- 『生涯学習ブックレット　縦の教育、横の教育』モラロジー研究所, 2007.2
- 『野口流　教室で教える小学生の作法』学陽書房, 2008.12
- 『野口流　授業の作法』学陽書房, 2008.3
- 『子供の発信親の決断』モラロジー研究所, 2008.5
- 『子供の挑戦大人の出番』モラロジー研究所, 2008.5
- 『小学生までに知っておきたいマナーとお作法　えほんでよむ大切な大切なマナーのお話』PHP研究所, 2008.9
- 『教師の作法　指導』さくら社, 2009.12
- 『野口流　教師のための話す作法』学陽書房, 2010.3
- 『野口芳宏の国語授業のつくり方 プレミアム講座ライブ』東洋館出版社, 2010.3
- 『利他の教育実践哲学ー魂の教師塾ー』小学館, 2010.7
- 『野口流　教師のための叱る作法』学陽書房, 2010.7
- 『野口流　教師のための発問の作法』学陽書房, 2011.1
- 『模擬授業・場面指導』 [2013年度版] (教員採用試験αシリーズ) 一ツ橋書店, 2011.11
- 『心に刻む日めくり言葉　教師が伸びるための　野口芳宏　師道』さくら社, 2011.3
- 『国語科授業の教科書』 (授業づくりの教科書) さくら社, 2012.10
- 『日本の美しい言葉と作法　幼児から大人まで　音読・道徳教科書 改訂版』登龍館, 2012.2
- 『野口流　教室で教える音読の作法』学陽書房, 2012.3
- 『教師の心に響く55の名言』学陽書房, 2013.1
- 『授業づくりの教科書　道徳授業の教科書』さくら社, 2014.4
- 『ちゃんとができる子になる子どもの作法』さくら社, 2015.4
- 『名著復刻　授業で鍛える』明治図書，2015.6
- 『名著復刻　学級づくりで鍛える』明治図書，2015.6
- 『教師に必要な３つのこと』学陽書房, 2016.6
- 『名著復刻　授業の話術を鍛える』明治図書，2016.9
- 『名著復刻　子どもの話す技術を鍛える』明治図書，2016.9
- 『名著復刻　作文で鍛える』明治図書，2017.6
- 『名著復刻　話せない子・話さない子の指導』明治図書，2017.6
- 『野口流　どんな子どもの力も伸ばす　全員参加の授業作法』学陽書房, 2018.4
- 『国語科授業の教科書［改訂版］』さくら社，2020.6
- 連載「本音実感の教育不易論」小学館『総合教育技術』2017.4～2022.12[15]
- 『ICTに負けてたまるか！人間教師としてのプライド：ゆるぎなき“信念”宿る教育観の源泉ここに！』学芸みらい社, 2024.2.20

### 共著･編著等
- 『豊かな人間性を育てる文学教材の読解鑑賞指導』 (新しい国語指導法の開発) 石田佐久馬共編著. 東洋館出版社, 1981.5.1
- 『子どもを動かす授業の技術20+α』千葉・木更津技法研共編著. 明治図書出版, 1988
- 『音読の授業「ひらいた、ひらいた」 野口芳宏の授業』 (写真で授業を読む) 渡辺康夫撮影. 明治図書出版, 1989.9
- 『楽しく力がつく作文ワーク』シリーズ（小学１年～6年）編著. 明治図書出版, 1994
- 『保護者参観授業を盛り上げる国語科とっておきのネタ』横田経一郎共編著, 明治図書出版, 1995.7.1
- 『立会い授業「雨ニモマケズ」「やまなし」の授業』庭野三省共編著. 明治図書出版, 1996.12.1
- 『"活動主義の授業"はなぜダメか 呪縛から脱出するヒント』 (授業への挑戦) 酒井臣吾･庭野三省共編著. 明治図書出版, 2000.1.1
- 『授業名人の教育語録 有田・野口・向山』有田和正･向山洋一共著. 明治図書出版, 2001.7.1
- 『話すこと聞くことマスターカード』シリーズ【低・中・高学年,中学校】明治図書出版, 2002.1
- 『書く力をつける一文マスターカード 低学年』編著, 明治図書出版, 2007.11.8
- 『書く力をつける一文マスターカード 中学年』編著, 明治図書出版, 2007.11.8
- 『書く力をつける一文マスターカード 高学年』編著, 明治図書出版, 2007.11.8
- 『国語科で育てる新しい学力１ 論理的な思考力の育成』編･解説, 日向教育サークル著, 明治図書出版, 2009.2.5
- 『国語科で育てる新しい学力２ 論理的な表現力』編･解説, 宇和島教育サークル著, 明治図書出版, 2009.2.5
- 『国語科で育てる新しい学力３ 表現のモラルリテラシーの育成』編･解説, 「鍛える国語教室」研究会／鹿児島ゼミ著, 明治図書出版, 2009.2.5
- 『国語科で育てる新しい学力４ コミュニケーション能力の育成』編･解説, 「鍛える国語教室」研究会／空知ゼミ著, 明治図書出版, 2009.2.5
- 『国語科で育てる新しい学力５ 読書活用能力の育成』編･解説, 堀裕嗣・教師力BRUSH-UPセミナー著, 明治図書出版, 2009.2.5
- 『「家族」を考える 小児科医・教師からの提言』田下昌明共著. モラロジー研究所, 2009.3.1
- 『子どもを動かす国語科授業の技術20+α』編著, 木更津技法研著. 明治図書出版, 2009.6.1
- 『作文力を鍛える新「作文ワーク」』シリーズ【小学1～６年,中学校】明治図書, 2010.9.1
- 『有田和正・野口芳宏・志水廣 授業名人が語るICT活用－愛される学校づくりフォーラムでの記録』愛される学校づくり研究会著, プラネクサス, 2012.11.15
- 『授業づくりの教科書 詩歌の鑑賞授業の教科書』 木更津技法研共編著, さくら社, 2016.3.11
- 『教育と授業 宇佐美寛・野口芳宏往復討論』宇佐美寛共著, さくら社, 2019.8.5
- 『「鍛える国語教室」研究会創立三〇周年記念　野口芳宏「国語学力」形成史』渓水社, 2022.2.17